# Dadi di Sicherman
I dadi di Sicherman sono una coppia di dadi a 6 facce che, pur avendo una numerazione differente dai classici dadi da gioco, sono caratterizzati dall'avere la medesima distribuzione di probabilità sulla somma dei punteggi di una coppia di dadi standard. In altre parole, la probabilità di ottenere un determinato punteggio lanciando una coppia di dadi di Sicherman è la stessa che si ha lanciando una coppia di dadi ordinari.
I numeri che figurano sui dadi di Sicherman sono 1, 2, 2, 3, 3, 4 e 1, 3, 4, 5, 6, 8.

## Proprietà
La tabella sottostante riporta l'elenco di tutti i totali possibili e i modi di ottenerli, per una coppia di dadi ordinari e una coppia di dadi di Sicherman. Per chiarezza di lettura, i numeri di uno dei dadi di Sicherman sono riportati con caratteri differenti, per distinguere l'uscita dei due 2 e dei due 3: 1–2–2–3–3–4.
|                   | 2   | 3       | 4           | 5               | 6                   | 7                       | 8                   | 9               | 10          | 11      | 12  |
| Dadi ordinari     | 1+1 | 1+2 2+1 | 1+3 2+2 3+1 | 1+4 2+3 3+2 4+1 | 1+5 2+4 3+3 4+2 5+1 | 1+6 2+5 3+4 4+3 5+2 6+1 | 2+6 3+5 4+4 5+3 6+2 | 3+6 4+5 5+4 6+3 | 4+6 5+5 6+4 | 5+6 6+5 | 6+6 |
| Dadi di Sicherman | 1+1 | 2+1 2+1 | 3+1 3+1 1+3 | 1+4 2+3 2+3 4+1 | 1+5 2+4 2+4 3+3 3+3 | 1+6 2+5 2+5 3+4 3+4 4+3 | 2+6 2+6 3+5 3+5 4+4 | 1+8 3+6 3+6 4+5 | 2+8 2+8 4+6 | 3+8 3+8 | 4+8 |

## Storia
I dadi di Sicherman sono menzionati per la prima volta da Martin Gardner in un articolo di Scientific American del 1978, nel quale attribuisce la loro ideazione al colonnello George Sicherman di Buffalo. L'articolo tradotto in italiano è comparso nel numero di giugno 1978 di Le Scienze, l'edizione italiana di Scientific American.

## Dimostrazione matematica
La dimostrazione dell'esistenza e unicità dei dadi di Sicherman ricorre alla nozione di funzione generatrice di probabilità per una variabile aleatoria discreta, quale è l'esito del lancio di un dado.
Si assuma che il dado canonico a n lati sia un poliedro a n lati le cui facce siano marcate con i numeri da 1 a n, in modo che la probabilità di ottenere ogni numero sia la medesima e pari a 1/n. 
Si consideri il dado canonico a 6 facce. La funzione generatrice di probabilità che rappresenta i lanci di tale dado è {\displaystyle x+x^{2}+x^{3}+x^{4}+x^{5}+x^{6}}: gli esponenti delle potenze del polinomio indicano i possibili esiti del lancio, mentre il coefficiente corrispondente rappresenta il numero di modi in cui quell'esito può apparire. Il prodotto di questa funzione con se stessa fornisce la funzione generatrice di probabilità per il lancio di una coppia di dadi: {\displaystyle x^{2}+2x^{3}+3x^{4}+4x^{5}+5x^{6}+6x^{7}+5x^{8}+4x^{9}+3x^{10}+2x^{11}+x^{12}}. 
Per la teoria dei polinomi ciclotomici è noto che 
{\displaystyle x^{n}-1=\prod _{d\,\mid \,n}^{n}\Phi _{d}(x).\;}
dove d spazia nell'insieme dei divisori di n e {\displaystyle \Phi _{d}(x)\,} è il d-esimo polinomio ciclotomico. Si sa anche che
{\displaystyle {\frac {x^{n}-1}{x-1}}=\sum _{i=0}^{n-1}x^{i}=1+x+\cdots +x^{n-1}}.
Possiamo ora derivare la funzione generatrice di un singolo dado canonico a n facce come
{\displaystyle x+x^{2}+\cdots +x^{n}=x\left(1+x+\cdots +x^{n-1}\right)=x\,{\frac {x^{n}-1}{x-1}}={\frac {x}{x-1}}\prod _{d\,\mid \,n}^{n}\Phi _{d}(x)}
La fattorizzazione della funzione generatrice per un dado canonico a 6 facce può quindi essere espressa come
{\displaystyle x+x^{2}+x^{3}+x^{4}+x^{5}+x^{6}={\frac {x}{x-1}}\,\Phi _{1}(x)\,\Phi _{2}(x)\,\Phi _{3}(x)\,\Phi _{6}(x)=x\;(x+1)\;(x^{2}+x+1)\;(x^{2}-x+1)}
La funzione generatrice del lancio di una coppia di dadi canonici a 6 facce si ottiene dal prodotto della suddetta fattorizzazione per se stessa: essa conterrà ognuno dei fattori ripetuto due volte. Ci si chiede quindi se esiste la possibilità di riarrangiare tali fattori in modo da creare le funzioni generatrici di due dadi i cui punteggi non siano quelli dei dadi tradizionali. Una partizione che soddisfa queste condizioni esiste ed è unica: le funzioni generatrici dei due dadi sono
{\displaystyle x\;(x+1)\;(x^{2}+x+1)=x+2x^{2}+2x^{3}+x^{4}}
e
{\displaystyle x\;(x+1)\;(x^{2}+x+1)\;(x^{2}-x+1)^{2}=x+x^{3}+x^{4}+x^{5}+x^{6}+x^{8}}
Queste funzioni forniscono la distribuzione dei punteggi dei dadi di Sicherman: 1, 2, 2, 3, 3, 4 per il primo e 1, 3, 4, 5, 6, 8 per il secondo.